# Vaulry
Vaulry (tiếng Occitan: Vauric) là một xã của tỉnh Haute-Vienne, thuộc vùng Nouvelle-Aquitaine, miền trung nước Pháp.